# Atwood (Illinois)
Atwood és una població dels Estats Units a l'estat d'Illinois. Segons el cens del tenia 1.290 habitants.

## Demografia
Segons el cens del 2000, Atwood tenia 1.290 habitants, 534 habitatges, i 371 famílies. La densitat de població era de 873,8 habitants/km².
Dels 534 habitatges en un 30,5% hi vivien nens de menys de 18 anys, en un 57,1% hi vivien parelles casades, en un 8,4% dones solteres, i en un 30,5% no eren unitats familiars. En el 27,7% dels habitatges hi vivien persones soles el 14,4% de les quals corresponia a persones de 65 anys o més que vivien soles. El nombre mitjà de persones vivint en cada habitatge era de 2,42 i el nombre mitjà de persones que vivien en cada família era de 2,92.
Per edats la població es repartia de la següent manera: un 25,5% tenia menys de 18 anys, un 6,1% entre 18 i 24, un 26,4% entre 25 i 44, un 24,2% de 45 a 60 i un 17,8% 65 anys o més.
L'edat mediana era de 39 anys. Per cada 100 dones de 18 o més anys hi havia 90,7 homes.
La renda mediana per habitatge era de 36.806 $ i la renda mediana per família de 45.625 $. Els homes tenien una renda mediana de 35.573 $ mentre que les dones 21.595 $. La renda per capita de la població era de 18.028 $. Aproximadament el 7,7% de les famílies i el 12% de la població estaven per davall del llindar de pobresa.

## Poblacions més properes
El següent diagrama mostra les poblacions més properes.